# سرخرگ بین استخوانی خلفی
سرخرگ میان‌استخوانی پیشین (شریان بین استخوانی خلفی) یکی از سرخرگ‌های‌ ساعد است. شاخه ای از سرخرگ بین استخوانی مشترک است که شاخه ای از سرخرگ زند زیرین (اولنار) است.

## ساختار
شریان بین استخوانی خلفی از بین لبه تحتانی رباط مایل آرنج یا طناب مایل و لبه بالایی غشای بین استخوانی به طرف عقب عبور می‌کند و وارد کمپارتمان خلفی ساعد می‌شود. بین مرزهای به هم پیوسته عضله سوپیناتور و عضله ابداکتور پولیسیس لانگوس ظاهر می‌شود و از پشت ساعد بین لایه‌های سطحی و عمقی ماهیچه‌ها می‌گذرد و به عضلات هر دو لایه شاخه‌هایی می‌دهد.
در جایی که روی ماهیچه دراز دورکننده شست دست (ابداکتور پولیسیس لونگوس) و ماهیچه کوتاه بازکننده شست دست (اکستانسور پولیسیس برویس) قرار دارد، با عصب بین استخوانی پشتی همراه است. در قسمت تحتانی ساعد با قسمت انتهایی سرخرگ میان‌استخوانی قدامی و با شبکه مچ‌دستی پشتی آناستوموز می‌دهد.

### شاخه‌ها
نزدیک به منشأ خود، شریان بین استخوانی راجعه از ان جدا می‌شود. این شاخه در بین اپی کوندیل epicondyle جانبی و اوله کرانون به طرف بالا صعود می‌کند و در طی مسیر یا در روی و یا از بین الیاف عضله سوپیناتور، اما در زیر ماهیچه آرنجی (انکونیوس) عبور کرده و با شاخه کولترال میدل از شریان عمقی بازو، شریان راجعه خلفی اولنا و شریان کولترال تحتانی اولنا اناستوموز می‌دهد.
شریان بین استخوانی خلفی شریان‌های عضلانی زیادی ایجاد می‌کند.

## تصاویر اضافی

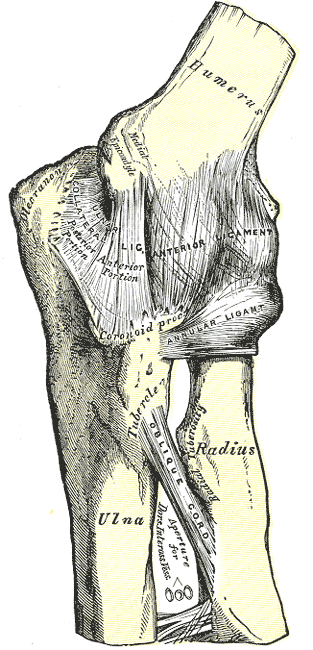
مفصل آرنج چپ، رباط‌های کولترال قدامی و اولنار را نشان می‌دهد.
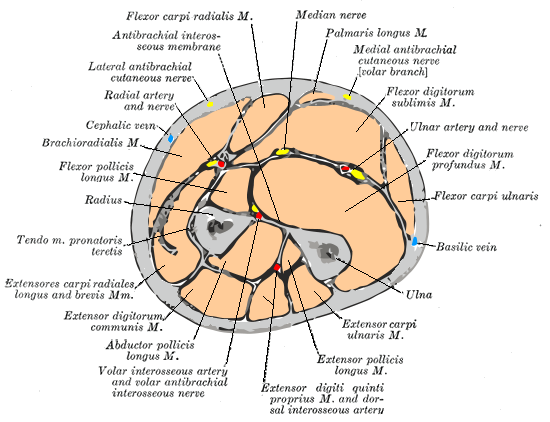
مقطع از وسط ساعد.
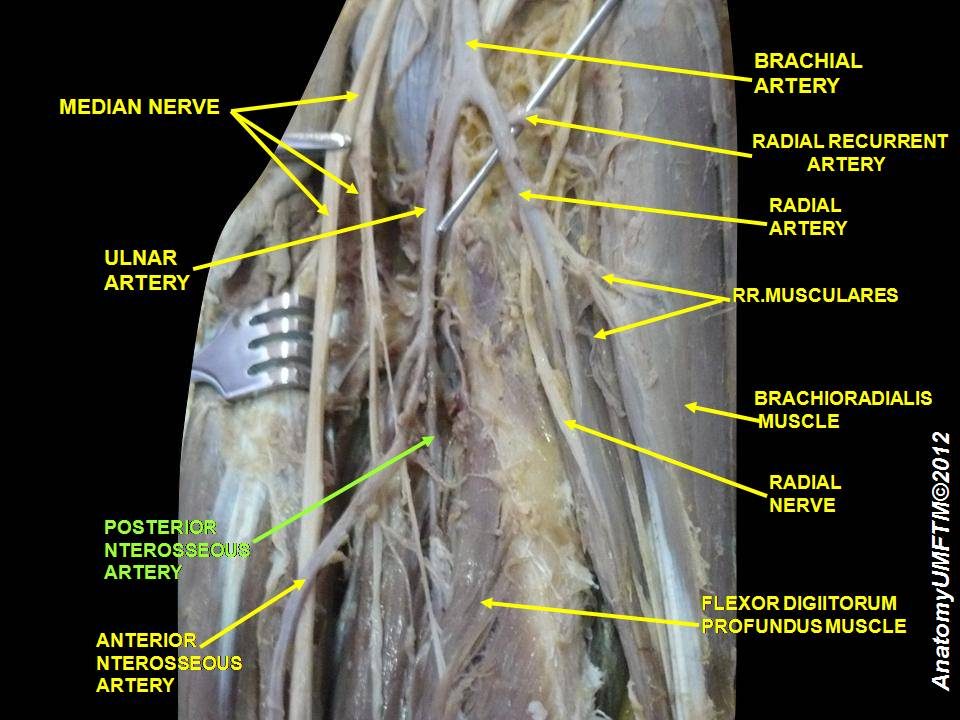
شریان بین استخوانی خلفی
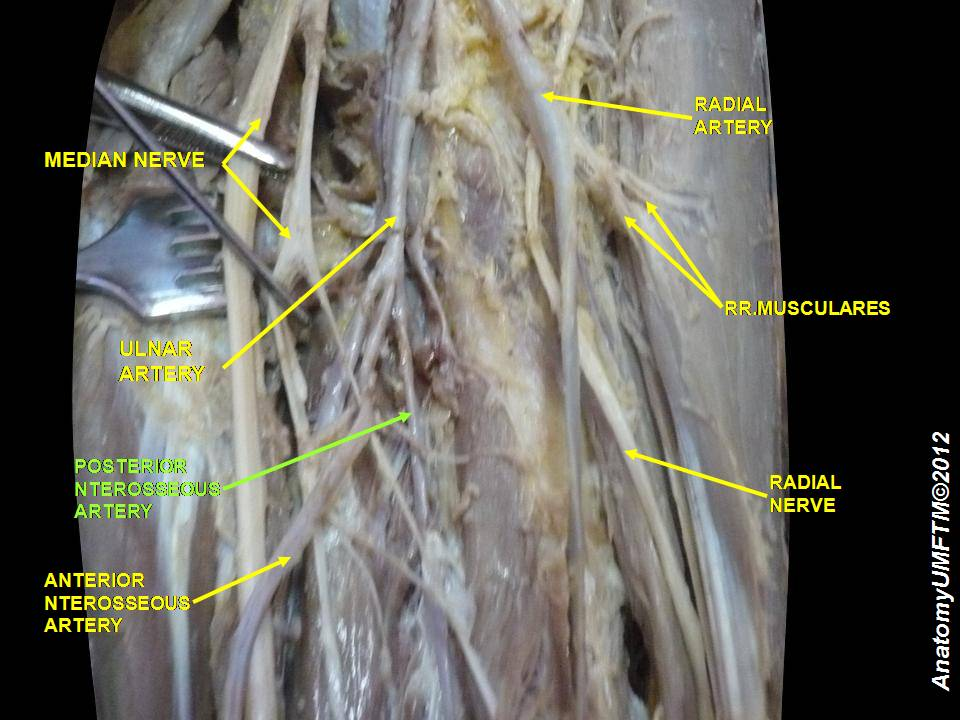
شریان بین استخوانی خلفی
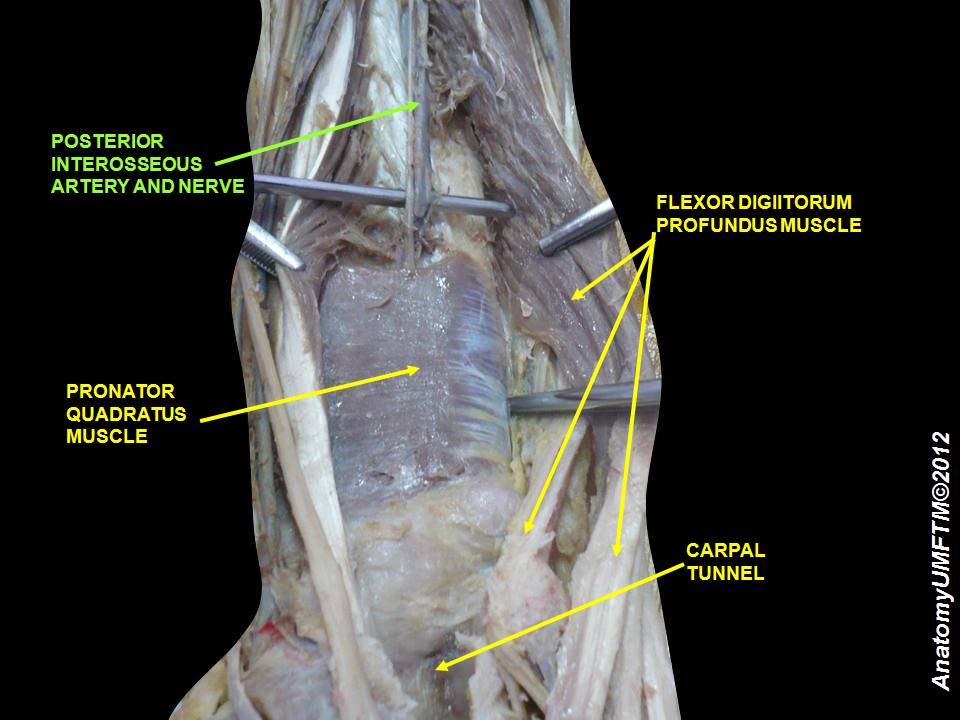
شریان و عصب بین استخوانی خلفی